# El Ach
El Ach (în arabă العش) este o comună din provincia Bordj-Bou-Arreridj, Algeria.
Populația comunei este de 17.140 de locuitori (2008).